# کنت لونرگان
کنت لونرگان (انگلیسی: Kenneth Lonergan؛ زادهٔ ۱۶ اکتبر ۱۹۶۲) فیلم‌نامه‌نویس، نمایش‌نامه‌نویس، هنرپیشه و کارگردان اهل ایالات متحده آمریکا است.
از فیلم‌ها یا برنامه‌های تلویزیونی که در آن نقش داشته می‌توان به می‌توانی روی من حساب کنی اشاره کرد.
لونرگان برای فیلم منچستر بای د سی جایزه اسکار بهترین فیلم‌نامه غیراقتباسی را در سال ۲۰۱۷ از آن خود کرد.